# Ștefan Vasilache
Ştefan Vasilache (né le 9 mai 1979) est un athlète roumain, spécialiste du saut en hauteur.

## Biographie
Il remporte la médaille de bronze des championnats du monde en salle de 2004 à Budapest, terminant ex-æquo avec le Tchèque Jaroslav Bába et le Jamaïcain Germaine Mason (2,25 m).
Son record personnel au saut en hauteur est de 2,30 m.